# M.Thummalapalli, Srinivaspur
M.Thummalapalli là một làng thuộc tehsil Srinivaspur, huyện Kolar, bang Karnataka, Ấn Độ.